# (35125) 1992 ED22
1992 ED22 (asteroide 35125) é um asteroide da cintura principal. Possui uma excentricidade de 0.11329280 e uma inclinação de 5.43529º.
Este asteroide foi descoberto no dia 1 de março de 1992 por UESAC em La Silla.